# Taeniopteryx lita
Taeniopteryx lita är en bäcksländeart som beskrevs av Theodore Henry Frison 1942. Taeniopteryx lita ingår i släktet Taeniopteryx och familjen vingbandbäcksländor. Inga underarter finns listade i Catalogue of Life.